# Сусило, Рональд
Рональд Сусило (кит.  林羽峰, пиньинь: Лин Яфенг (Yǔfēng), родился 6 июня 1979 года в Кедири, Восточная Ява, Индонезия) — сингапурский игрок в бадминтон китайско-индонезийского происхождения.

## Биография
Сусило учился в англо-китайской школе, где получил среднее образование. Он говорит на английском, индонезийском и малайском, понимает разговорный китайский. Вступил в Сингапурскую Ассоциацию бадминтона в возрасте 19 лет. В 2004 году на летней церемонии открытия Олимпиады он был знаменосцем Сингапура.
Сусило участвовал на летних Олимпийских играх 2004 года в мужском одиночном разряде, победив Лин Дана (Китай) и Бьерн Джоппейна (Германия) в первых двух раундах. В четвертьфинале Сусило был побежден Боонсак’ом Понсаном (Boonsak Ponsana, Таиланд) со счётом 15-10. Также он представлял Сингапур на летних Олимпийских играх 2008 года в Пекине, где он проиграл Ли Чун Вэй (Малайзия) со счётом 13-21, 14-21 в мужском одиночном раунде.
Сусило создал Академию бадминтона в англо-китайской школе Сингапура.